# Маршан, Жан (ботаник)
Жан Марша́н (фр. Jean Marchant; 1650 — 11 ноября 1738, Париж) — французский ботаник, член Французской академии наук (1678—1738).

## Биография
Родился Жан Маршан в 1650 году. Занимал должность директора Экспериментального ботанического сада в Париже.
Скончался Жан Маршан 11 ноября 1738 года в Париже.

## Научные работы
Основные научные работы посвящены изучению мхов.
- В честь своего отца назвал род печёночников Marchantia[2].
- Развил свою теорию образования видов.